# Assenheim (Hochdorf-Assenheim)
Assenheim ist einer von zwei Ortsteilen der Ortsgemeinde Hochdorf-Assenheim im Rhein-Pfalz-Kreis in Rheinland-Pfalz. Bis 1969 war er eine selbständige Gemeinde.

## Lage
Assenheim liegt im nordöstlichen Teil der Ortsgemeinde. Die Marlach fließt durch das Siedlungsgebiet. Mit dem Nachbarort Hochdorf ist der Ort baulich inzwischen zusammengewachsen, sodass keine räumliche Trennung mehr möglich ist. Zu Assenheim gehören unter anderem die Friedhofstraße und die Langstraße. Rund einen Kilometer nordöstlich der Bebauung befindet sich der Stechgraben, der in diesem Bereich die Gemarkungsgrenze zur Ortsgemeinde Dannstadt-Schauernheim bildet.

## Geschichte
Assenheim wurde wie sämtliche andere auf -heim endende Ortschaften im frühen Mittelalter von den Franken gegründet. Die erste urkundliche Erwähnung erfolgte im achten Jahrhundert im Lorscher Codex. Bis zur Französischen Revolution gehörte Assenheim zu Leiningen-Dagsburg. Von 1798 bis 1814, als die Pfalz Teil der Französischen Republik (bis 1804) und anschließend Teil des Napoleonischen Kaiserreichs war, war Assenheim in den Kanton Mutterstadt eingegliedert und unterstand der Mairie Hochdorf. 1815 hatte der Ort 434 Einwohner. Nach dem Wiener Kongress im selben Jahr gehörte die Region zunächst zu Österreich. Bereits ein Jahr später wechselte der Ort in das Königreich Bayern. Von 1818 bis 1862 gehörte er dem Landkommissariat Speyer an; aus diesem ging das Bezirksamt Speyer hervor. Ab 1886 war Assenheim Bestandteil des neu geschaffenen Bezirksamts Ludwigshafen.
1928 hatte Assenheim 524 Einwohner, die in 109 Wohngebäuden lebten. Die Katholiken gehörten seinerzeit zur Pfarrei von Hochdorf, während die Protestanten zu derjenigen von Dannstadt gehörten. Seit 1939 ist der Ort Bestandteil des Landkreises Ludwigshafen am Rhein, der seit 2004 Rhein-Pfalz-Kreis heißt. Nach dem Zweiten Weltkrieg wurde Assenheim innerhalb der französischen Besatzungszone Teil des damals neu gebildeten Landes Rheinland-Pfalz. Im Zuge der ersten rheinland-pfälzischen Verwaltungsreform wurde Assenheim am 7. Juni 1969 mit der Nachbargemeinde Hochdorf zur neuen Ortsgemeinde Hochdorf-Assenheim zusammengelegt.

## Wappen
| Wappen von Assenheim | Blasonierung: „In geteiltem und oben gespaltenem Schild oben rechts in Blau ein rotbewehrter silberner Adler, oben links in Silber ein natürlicher Bischofskopf mit goldbordierter roter Mitra, unten in Rot ein brillenförmiges silbernes Gemarkungszeichen.“ |
| Wappen von Assenheim | Wappenbegründung: Der Adler weist auf die einstgie Zugehörigkeit zu Leiningen-Dagsburg hin. |

## Kultur
Mit zwei Grabmälern auf dem Friedhof, der protestantischen Kirche und dem Rathaus existieren vor Ort insgesamt drei Objekte, die unter Denkmalschutz stehen.

## Verkehr
Ab 1911 besaß der Ort Eisenbahnanschluss, als die 1890 eröffnete schmalspurige Bahnstrecke Ludwigshafen–Dannstadt nach Meckenheim verlängert wurde. Ab 1933 führte die Strecke in östlicher Richtung ausschließlich bis nach Mundenheim. 1955 folgte ihre Stilllegung. Die Landesstraße 530 verbindet den Ort unter anderem mit Haßloch, Meckenheim und Mutterstadt. Die Kreisstraße 19 verbindet ihn mit Rödersheim-Gronau. Unmittelbar südöstlich des Siedlungsgebiets verläuft die Bundesautobahn 65; dort befindet sich die Anschlussstelle Hochdorf-Assenheim. Der Ort ist über die montags bis samstags verkehrende Buslinie 571 des Verkehrsverbundes Rhein-Neckar, die ihn mit Ludwigshafen am Rhein und mit Haßloch verbindet, an das Nahverkehrsnetz angebunden.

## Vereine
Vor Ort existiert die Blaskapelle 1934 Assenheim e. V.

## Persönlichkeiten
- Johann Georg Geib (1739–1818), Orgelbauer, baute 1785 die Orgel in der örtlichen Kirche um
- Konrad Schredelseker (1774–1840), Dorfschullehrer und Landvermesser, entwarf 1807 eine Gemarkungskarte von Assenheim
- Karl Kleemann (1904–1969), Politiker (NSDAP), gründete Anfang der 1930er Jahre in Assenheim eine Ortsgruppe seiner Partei